# Delopleurus pullus
Delopleurus pullus là một loài bọ cánh cứng trong họ Bọ hung (Scarabaeidae).